# Glossadelphus micro-similans
Glossadelphus micro-similans là một loài Rêu trong họ Hypnaceae. Loài này được (Dixon) E.B. Bartram mô tả khoa học đầu tiên năm 1939.